# Олтаже-Ґолаче
Олтаже-Ґолаче (пол. Ołtarze-Gołacze) — село в Польщі, у гміні Нур Островського повіту Мазовецького воєводства.
Населення — 176 осіб (2011).

## Демографія
Демографічна структура станом на 31 березня 2011 року:
|          | Загалом | Допрацездатний вік | Працездатний вік | Постпрацездатний вік |
| -------- | ------- | ------------------ | ---------------- | -------------------- |
| Чоловіки | 85      | 17                 | 51               | 17                   |
| Жінки    | 91      | 10                 | 48               | 33                   |
| Разом    | 176     | 27                 | 99               | 50                   |